# Brignoliella
Brignoliella is een geslacht van spinnen uit de  familie van de Tetrablemmidae.

## Soorten
- Brignoliella acuminata (Simon, 1889)
- Brignoliella beattyi Shear, 1978
- Brignoliella besuchetiana Bourne, 1980
- Brignoliella bicornis (Simon, 1893)
- Brignoliella caligiformis Tong & Li, 2008
- Brignoliella carmen Lehtinen, 1981
- Brignoliella dankobiensis Bourne, 1980
- Brignoliella delphina Deeleman-Reinhold, 1980
- Brignoliella klabati Lehtinen, 1981
- Brignoliella leletina Bourne, 1980
- Brignoliella maoganensis Tong & Li, 2008
- Brignoliella maros Lehtinen, 1981
- Brignoliella martensi (Brignoli, 1972)
- Brignoliella massai Lehtinen, 1981
- Brignoliella michaeli Lehtinen, 1981
- Brignoliella quadricornis (Roewer, 1963)
- Brignoliella ratnapura Shear, 1988
- Brignoliella sarawak Shear, 1978
- Brignoliella scrobiculata (Simon, 1893)
- Brignoliella trifida Lehtinen, 1981
- Brignoliella vitiensis Lehtinen, 1981
- Brignoliella vulgaris Lehtinen, 1981